# Weseler Aue
Weseler Aue este o arie protejată (arie specială de conservare — SAC, sit de importanță comunitară — SCI) din Germania întinsă pe o suprafață de 31,03 ha, integral pe uscat.

## Localizare
Centrul sitului Weseler Aue este situat la coordonatele 51°40′43″N 6°35′54″E / 51.6786°N 6.5983°E.

## Înființare
Situl Weseler Aue a fost declarat sit de importanță comunitară în octombrie 2000 pentru a proteja . Situl a fost protejat și ca arie specială de conservare în aprilie 2009.

## Biodiversitate
Situată în ecoregiunea atlantică, aria protejată conține 2 habitate naturale: Fânețe de joasă altitudine (Alopecurus pratensis, Sanguisorba officinalis), Păduri aluvionare cu Alnus glutinosa și Fraxinus excelsior (Alno-Padion, Alnion incanae, Salicion albae).
La baza desemnării sitului se află un număr nedeclarat de specii protejate: